# Bactrocera dorsalis
Bactrocera dorsalis (orientalisk borrfluga) är en tvåvingeart som först beskrevs av Friedrich Georg Hendel 1912.  Bactrocera dorsalis ingår i släktet Bactrocera och familjen borrflugor. Inga underarter finns listade. Denna art är en karantänsskadegörare som har potential att orsaka omfattande skadegörelse och alla misstänkta fynd av den ska därför rapporteras till Jordbruksverket.

## Bildgalleri

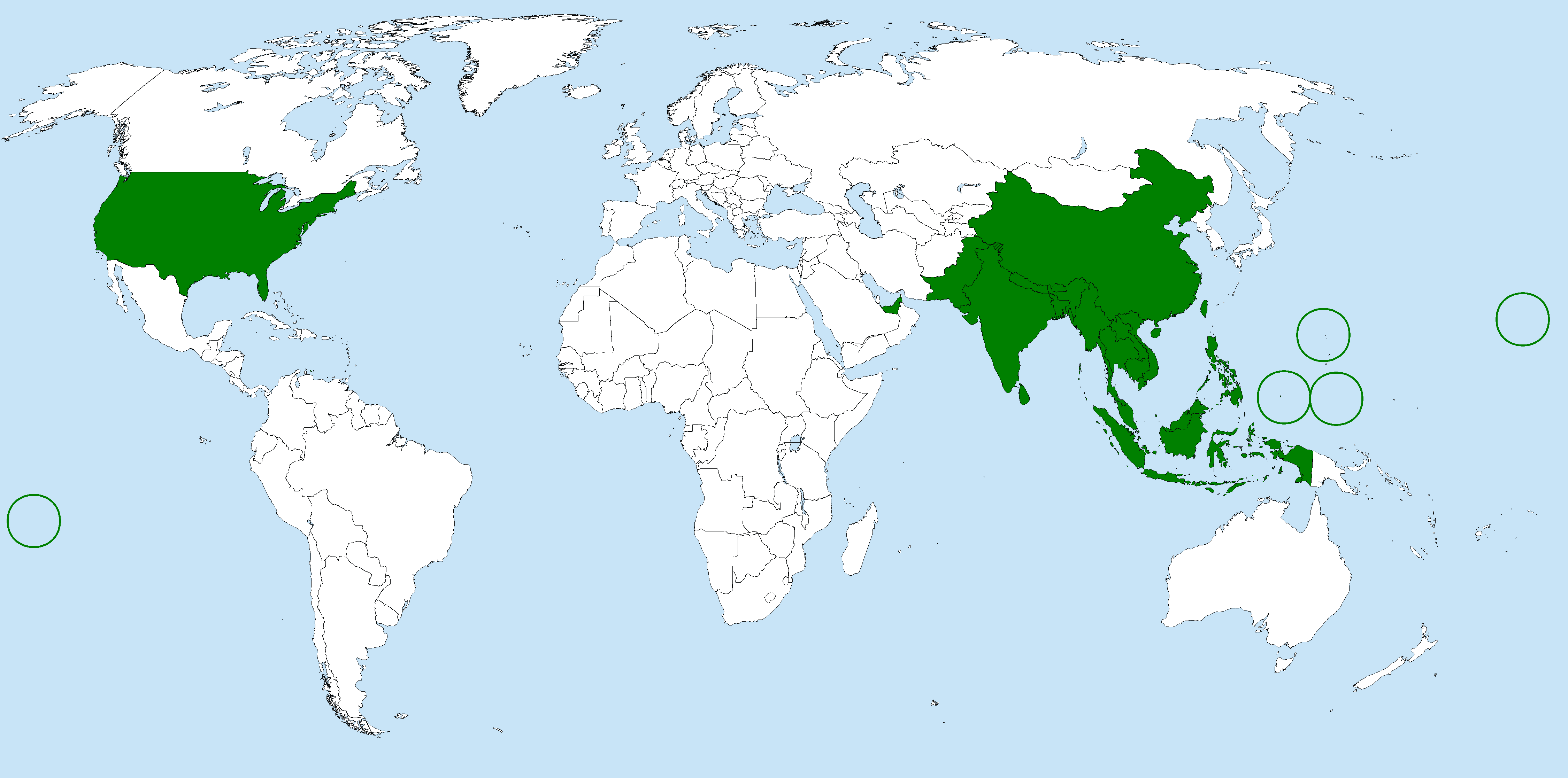